# ليندا دي روكو
ليندا دي روكو (بالإيطالية: Linda De Rocco)‏ هي لاعبة هوكي الجليد إيطالية، ولدت في 3 يناير 1986 في بلونو في إيطاليا.

## وصلات خارجية
- ليندا دي روكو على موقع EliteProspects.com (الإنجليزية)
- ليندا دي روكو على موقع أوليمبيديا (الإنجليزية)